# Кустовка лысеющая
Кустовка лысеющая, или улитка лысеющая, или бледнополосая улитка, или улитка рубчатая, или эумфалиа полосатая или эумфалия сухая, или великая лиственная улитка (лат. Euomphalia strigella) — вид наземных стебельчатоглазых брюхоногих моллюсков семейства гигромиид (Hygromiidae). Раковина низкокубаревидная, высотой 9—12 мм, шириной 13—19 мм, серовато-коричневая, коричневая, желтоватая или красноватая, одноцветная или с бледной светлой спиральной полосой на периферии. У молодых особей раковина покрыта мелкими волосками, которые с возрастом обычно утрачиваются. Распространён в Европе, локально на Урале и, возможно, в Западной Сибири. Обитает в основном на лесных опушках, в различных древесно-кустарниковых зарослях, в относительно сухих лесах, часто на склонах холмов и оврагов, но также в сырых лесах, в поймах, во влажных местах в подстилке и на мшистых стволах. Может жить в открытых степях, на обнажениях пород и в зарослях кустарников. Нередко встречается в антропогенной среде.

## Описание

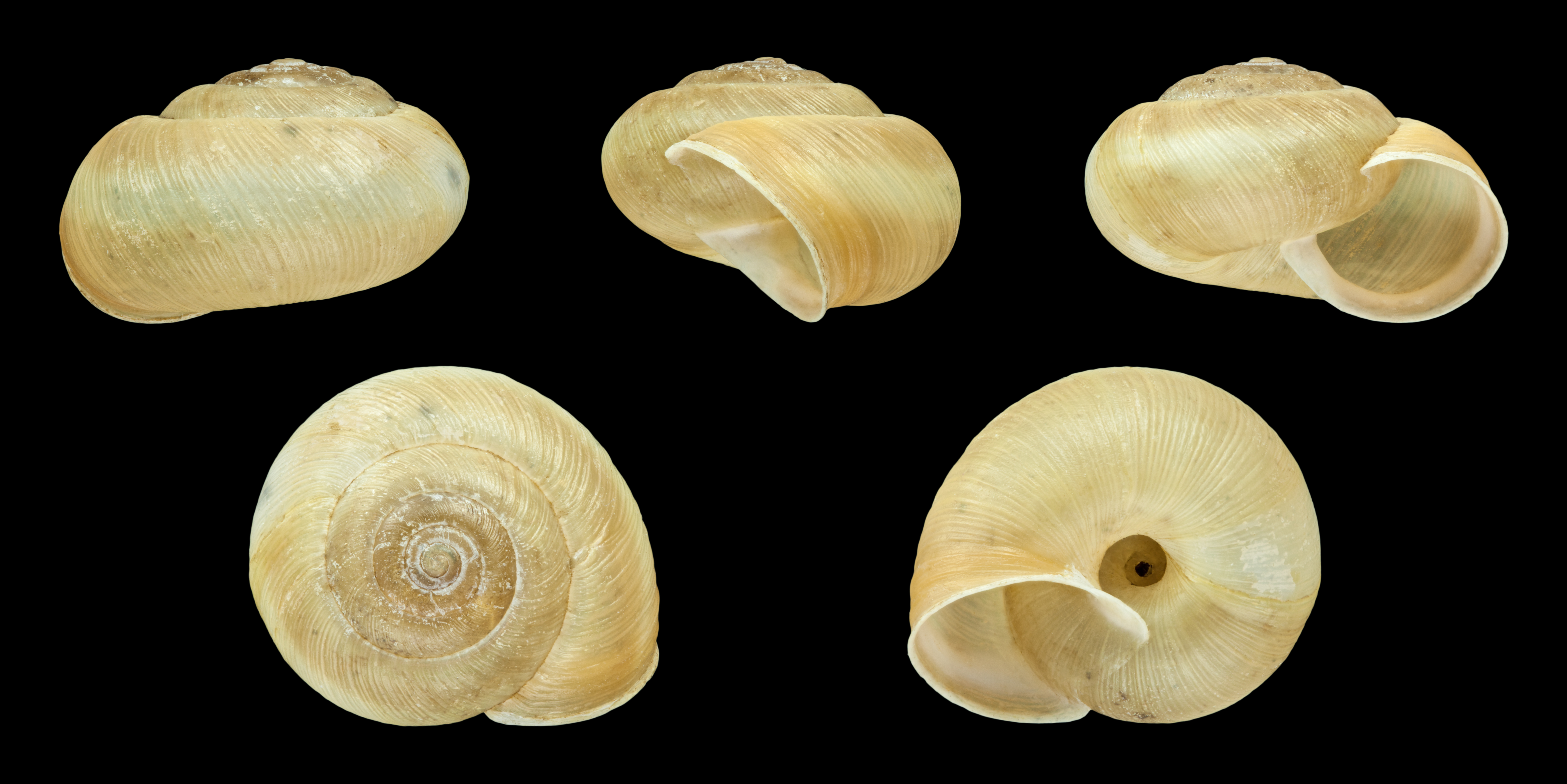
Раковина Euomphalia strigella

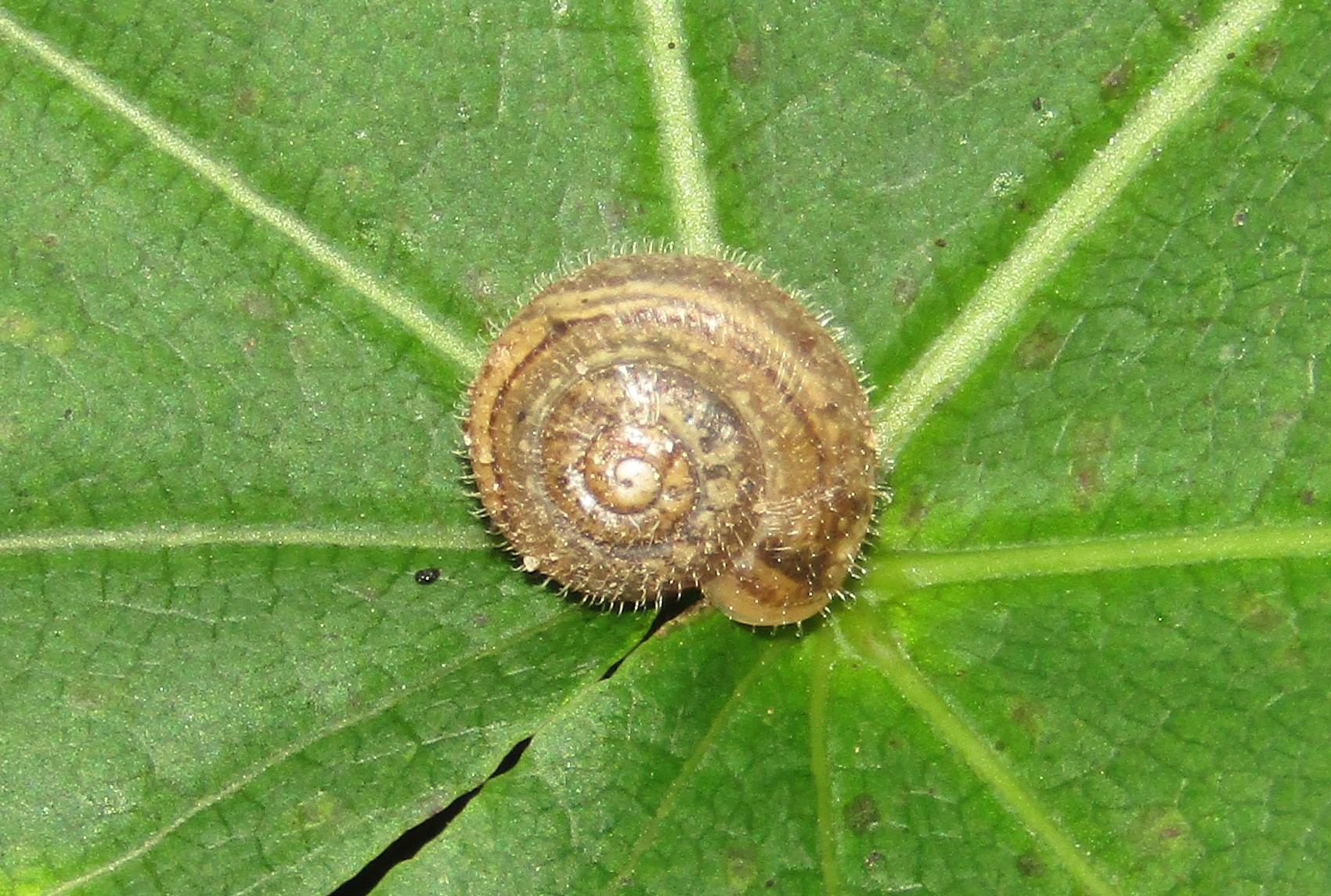
Молодая особь с волосками на раковине

Раковина низкокубаревидная, умеренно тонкостенная, состоит из 5,5—6 умеренно выпуклых оборотов. Высота раковины 9—12 мм, ширина 13—19 мм. Последний оборот резко опущен к устью, его верхняя часть в 1,5 раза шире, чем у предпоследнего оборота. Завиток куполовидный, его высота примерно равна высоте устья или немного больше. Окраска серовато-коричневая, коричневая, желтоватая или красноватая, одноцветная или с бледной светлой спиральной полосой на периферии. Поверхность раковины покрыта резкими, неравномерными радиальными морщинами, местами с фрагментами спиральных бороздок. Последний оборот покрыт многочисленными мелкими и хаотично расположенными вмятинами. У молодых особей раковина густо покрыта мелкими волосками, которые с возрастом обычно утрачиваются, оставляя за собой рубцы. Длина волоска 0,3—0,4 мм. Устье почти круглое, косое, со слабо отвёрнутыми краями и белой губой, иногда имеющей красноватый оттенок. Нижний край устья отвёрнут сильнее других. Пупок открытый, довольно широкий, его ширина составляет около 1/6 ширины раковины и через него просматриваются все или почти все обороты.

### Половая система
Дистальная часть спермовидукта и яйцевод почти прямые или слабо изогнуты. Пенис довольно короткий, почти цилиндрический. Эпифаллус довольно широкий, почти цилиндрический, значительно длиннее пениса. Флагеллум конический, довольно длинный, почти в 2 раза короче эпифаллуса. Вагина умеренно длинная, почти цилиндрическая, внутри неё есть продольный валик, который, разветвляясь, заходит в стволы вагинальных придатков. Длина вагинальных придатков превышает суммарную длину верхнего и нижнего отделов вагины. Слизистых желёз 4, каждая состоит из 2 ветвей и впадает в вагину немного выше оснований вагинальных придатков. Проток семяприемника довольно длинный и тонкий, резервуар мешковидный, относительно небольшой, расположен на уровне верхней части спермовидукта.

### Отличия от других видов
Молодых особей Euomphalia strigella с волосками на раковине можно спутать с Pseudotrichia rubiginosa. Раковины E. strigella при одинаковых размерах с P. rubiginosa имеют значительно меньше оборотов, последний из которых непропорционально большой.
С данным видом можно также спутать раковины молодых кустарниковых улиток (Fruticicola fruticum) при отсутствии на них спиральной полосы. У F. fruticum радиальные морщины на раковине менее грубые и на ней есть регулярные спиральные линии, которые более чёткие и располагаются более правильно по сравнению с E. strigella. Кроме того, пупок у кустарниковой улитки более узкий, а губа развита хуже. Ещё более узкий пупок по сравнению с E. strigella и F. fruticum имеет западноевропейский вид Monacha cantiana.
У Perforatella incarnata поверхность раковины покрыта мелкими бугорками (зёрнами), а пупок по сравнению с E. strigella более узкий.

## Распространение
Распространён в Европе. В Скандинавии к северу доходит до около 63° с. ш., на Восточно-Европейской равнине — до 61° с. ш. На западе встречается в центральной и юго-восточной Франции, к югу доходит до центрально-восточной части Пиренейского полуострова. Распространён по всему Балканскому полуострову. На территории бывшего СССР на юг доходит до Чёрного и Каспийского морей. В Крыму и на Кавказе отсутствует. Локально встречается на Урале (бассейн реки Белой, окрестности Екатеринбурга) и, возможно, в Западной Сибири.

## Экология
Обитает в основном на лесных опушках, в различных древесно-кустарниковых зарослях, в относительно сухих лесах, часто на склонах холмов и оврагов, но также в сырых лесах, в поймах, во влажных местах в подстилке и на мшистых стволах. Может жить в открытых степях, на обнажениях пород и в зарослях кустарников. Нередко встречается в антропогенной среде, например, в парках. В Альпах поднимается на высоту до около 2600 м.
В связи с экологическими особенностями Euomphalia strigella и сходством его ареала с таковыми у европейских степных моллюсков, предполагается, что формирование вида происходило в переходной зоне между степью и байрачными широколиственными лесами на опушках и в небольших древесно-кустарниковых зарослях посреди степи.

## Охранный статус
В Красном списке Международного союза охраны природы и в Европейском красном списке наземных моллюсков (2019) данному виду присвоена категория «вызывающий наименьшие опасения» (Least concern), поскольку он имеет довольно широкий ареал и не находится под угрозой.

## Таксономия
Впервые вид был описан французским малакологом и ботаником Жаком Филиппом Раймоном Драпарно в 1801 году под названием Helix strigella. Типовое местонахождение — Франция. Синтипы хранятся в Музее естествознания Вены в Австрии.

### Синонимы
Синонимами Euomphalia strigella являются следующие названия:
- Helix (Fruticicola) strigella (Draparnaud, 1801)
- Helix (Theba) strigella (Draparnaud, 1801)
- Helix (Trichia) podolica Westerlund, 1897
- Helix altenana Kickx, 1830
- Helix strigella Draparnaud, 1801
- Helix sylvestris von Alten, 1812